# Moszczenica (Piotrków)
Pour les articles homonymes, voir Moszczenica.
Moszczenica (prononciation [mɔʂt͡ʂɛˈnit͡sa]) est un village de la gmina de Moszczenica, du powiat de Piotrków, dans la voïvodie de Łódź, situé dans le centre de la Pologne.
Le village est le siège administratif (chef-lieu) de la gmina appelée gmina de Moszczenica.
Il se situe à environ 12 kilomètres au nord de Piotrków Trybunalski (siège du powiat) et 36 kilomètres au sud-est de Łódź (capitale de la voïvodie).
Sa population s'élevait approximativement à 2 571 habitants en 2009.

## Administration
De 1975 à 1998, le village était attaché administrativement à l'ancienne voïvodie de Piotrków.

Depuis 1999, il fait partie de la nouvelle voïvodie de Łódź.

## Galerie

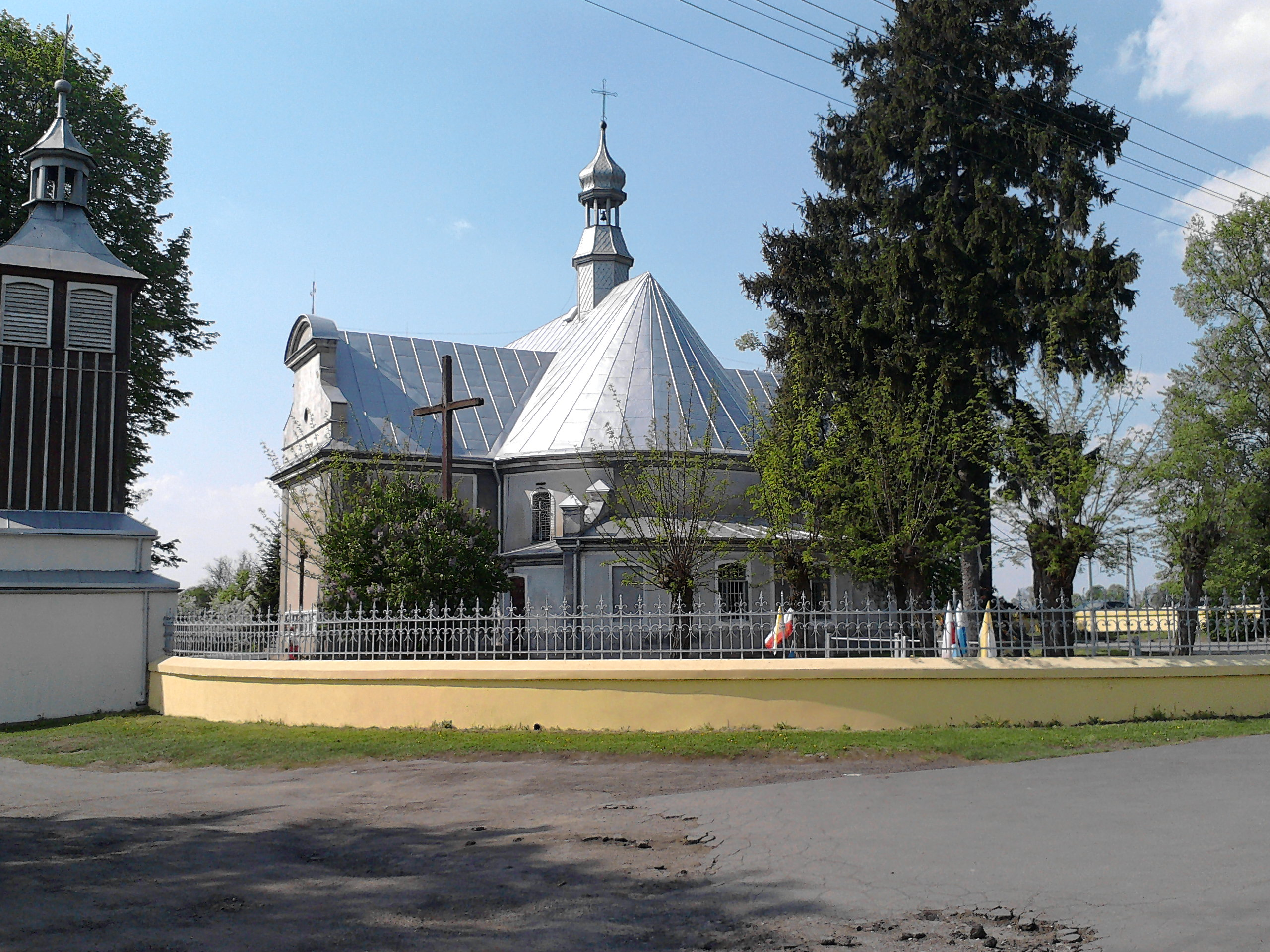
Eglise Sainte-Croix de Moszczenica